# Karbakol
A karbakol,  más néven karbamoilkolin (Carbastat, Carboptic, Isopto Carbachol, Miostat) egy pszichoaktív drog. Köti és aktiválja az acetilkolin receptort, ezért kolinerg agonista. Ez elsősorban különböző szemészeti célokra, mint például a primer glaucoma, krónikus nyílt zugú, valamint akut és krónikus szűk zugú glaucoma, emelkedett szembelnyomás kezelésére, vagy szemészeti műtét közben használják. Általánosan szemészeti oldatban, szemcseppel juttatják be.

## Kémia és farmakológia
A karbakol egy kolin észter és egy pozitív töltésű kvaterner ammónium vegyület. Nem jól szívódik fel a gyomor-bélrendszeren, és nem jut át a vér-agy gáton. Mivel a karbakol helyi alkalmazáskor nehezen szívódik fel, benzalkónium-kloridot kevernek a felszívódás előmozdítása érdekében.
A karbakol egy paraszimpatomimetikum, mely kolinergikus hatása révén miosist okoz az iris motoros beidegzésű sphincter izmain, és gátolja a kolinészteráz enzimet az észter csoportján keresztül.
Szűkíti a pupillát, megnöveli a távolságot az iris alapja és a csarnokzug között, így megkönnyíti a csarnokvíz elfolyását és csökkenti a szembelnyomását.
Macskában és patkányban a karbakol gyors szemmozgásos alvást vált ki, amikor az agy pontine reticular részébe juttatják. A karbakol által kiváltott REM-alvás-szerű állapotot a posztszinaptikus muszkarin kolinerg receptorok indítják be.

## Javallat
A karbakolt elsősorban glaukóma kezelésére használják szemcseppként, hogy csökkentse a nyomást a szemben. Nyílt zugú glaukómás szemészeti műtétnél is alkalmazzák. Összehúzza a pupillát szürkehályog műtét során.
Lokális szemészeti alkalmazás esetén arra alkalmazható, hogy csökkentse a szemnyomást. 
Sejten belüli hatása révén szürkehályog műtétnél használják a lencse beültetése után a természetes miózis helyreállítására. Fel lehet használni arra is, hogy ösztönözze a hólyag kiürítését, ha a szokásos ürítési mechanizmus nem működik megfelelően.

## Ellenjavallatok
Karbakol használata az összes többi muszkarin-receptor agonistához hasonlóan ellenjavallt asztma, koszorúér-elégtelenség, gyomor- vagy nyombélfekély és vizeletinkontinencia esetén. A gyógyszer paraszimpatomimetikus hatásai súlyosbítják e betegségek tüneteit.

## Túladagolás
A rendszeres túladagolás hatása a kolinerg szereknél egy idegméreghez képest valószínűleg gyengébb. A szembe adott szernél ennek kicsi a kockázata.

## Készítmények
- CARBACHOL 3% SZEMCSEPP
- MIOSTAT INTRAOKULARIS OLDAT

## Fordítás
- Ez a szócikk részben vagy egészben  a   Carbachol című angol Wikipédia-szócikk fordításán alapul.  Az eredeti cikk szerkesztőit annak laptörténete sorolja fel. Ez a jelzés csupán a megfogalmazás eredetét és a szerzői jogokat jelzi, nem szolgál a cikkben szereplő információk forrásmegjelöléseként.

## Külső hivatkozások
- RxList.com - Carbachol
- Brenner, G. M. (2000). Pharmacology. Philadelphia, PA: W.B. Saunders Company. ISBN 0-7216-7757-6
- Canadian Pharmacists Association (2000). Compendium of pharmaceuticals and specialties (25th ed.). Toronto, ON: Webcom. ISBN 0-919115-76-4
- Carbachol (1998). MedlinePlus. Hozzáférés ideje: June 27, 2004, from http://www.nlm.nih.gov/medlineplus/druginfo/uspdi/202110.html
- Carbachol (2003). RxList. Hozzáférés ideje: June 27, 2004, from https://web.archive.org/web/20040624075633/http://www.rxlist.com/cgi/generic2/carbachol.htm
- National Institute for Occupational Safety and Health. (2002). Choline, chloride, carbamate. In The registry of toxic effects of chemical substances. Hozzáférés ideje: June 27, 2004, from https://web.archive.org/web/20080502183156/http://www.cdc.gov/niosh/rtecs/gad59f8.html
- Carbachol Chloride (2004). Hazardous Substances Data Bank. Hozzáférés ideje: July 16, 2004, from http://toxnet.nlm.nih.gov/cgi-bin/sis/htmlgen?hsdbb.htm (search carbachol).
- Miostat 0,1 mg/ml intraokuláris csepegtető oldat Archiválva 2014. december 20-i dátummal a Wayback Machine-ben (OGYI kísérőirat)